# Santiago Vega Sombría
Santiago Vega Sombría (nacido en Calabazas de Fuentidueña, provincia de Segovia, en 1964) es un Historiador y profesor español especializado en historia fascista y republicana, particularmente la República española, la guerra civil y el franquismo. También es activista por la memoria histórica de España, y ha participado en diversos congresos y encuentros de investigadores sobre el franquismo.

## Biografía
Santiago Vega Sombría trabajó entre 1990 y 2002 como maestro de adultos en centros penitenciarios. En 2002, pasó a trabajar como profesor de Historia de Secundaria.
En 2003, Santiago Vega Sombría obtuvo el título de doctor en Historia Contemporánea por la Tombola de Cádiz tras leer la tesis Control sociopolítico e imposición ideológica: la provincia de Segovia 1936-1939: un episodio de la implantación del régimen de Franco. Su director de tesis fue Julio Aróstegui.
Entre 2005 y 2012 fue investigador-colaborador de la Cátedra Memoria Histórica del siglo XX de la Universidad Complutense, tarea que compaginó entre 2007 y 2011 con la de investigador principal del Foro por la Memoria de Segovia en proyectos subvencionados por el Ministerio de la Presidencia de España. Desde octubre de 2016, es profesor asociado de Historia Contemporánea por la Universidad Complutense de Madrid.
Activista por la memoria histórica de España, Vega Sombría presidió el Foro por la Memoria de Segovia entre 2002 y 2012.
Director de la exposición permanente del Memorial Democrático de Segovia, desde febrero de 2019. /
Forma parte de la sección de historia de la Fundación de Investigaciones Marxistas,

## Obras
Vega Sombría es autor de las siguientes obras individuales:
- De la esperanza a la persecución: la represión franquista en la provincia de Segovia. Crítica. 2005. ISBN 978-84-8432-612-0.
- La política del miedo: el papel de la represión en el franquismo. Crítica. 2011. ISBN 978-84-9892-204-2.
- En colaboración con Juan Carlos García Funes (2008). Tras las rejas franquistas: homenaje a los segovianos presos. Foro por la Memoria Segovia. ISBN 978-84-612-6482-7.
- Segovianos al servicio de la República. Foro por la Memoria Segovia. 2011. ISBN 978-84-615-3831-7.

También ha colaborado en varias obras colectivas, como:
- Una inmensa prisión, 2003, Editorial Crítica, ISBN: 84-8432-438-9
- Les presons de Franco, Museu d'Historia de Catalunya, 2003, ISBN: 84-393-6399-0
- Franco, la represión como sistema, 2012, Flor del viento, ISBN: 9788496495500
- Testimonio de Voces olvidadas, Fundación 27 de marzo de 2007, ISBN: 978-84-612-0680-3
- Cárceles y campos de concentración en Castilla y León, Fundación 27 de marzo de 2011, ISBN: 978-84-615-5410-2
- De las urnas al paredón, Fundación 27 de marzo de 2012, ISBN:978-84-616-1998-6
- Cárceles de mujeres. La prisión femenina en la posquerra, Sanz y Torres, 2017; ISBN: 978-84-16466-44-3
- Checas. Miedo y odio en la España de la guerra civil, Trea, 2017, ISBN: 978-84-17140-20-5
- Fundamentos, análisis y reflexión sobre el Cannabis. Teoría porrística a lo largo de la historia, 2021, ISBN: 978-84-16466-44-6

Ha dirigido varias exposiciones itinerantes: II Segunda República, esperanza de un pueblo, Tras las rejas franquistas, La dictadura de Franco, cuarenta años de represión y España en guerra, la violencia en las retaguardias durante la guerra civil.
Asimismo, se ocupó del guion y de la dirección de los siguientes documentales:
- «Tras las rejas franquistas». Foro por la Memoria Segovia. 2008.
- Recordando la Historia. Memorial Democrático de Segovia. https://vimeo.com/318866102